# Mabarot
Mabarot (hebr. מעברות) – kibuc położony w samorządzie regionu Emek Chefer, w Dystrykcie Centralnym, w Izraelu.
Leży na równinie Szaron w otoczeniu moszawów Giwat Szapira, Bitan Aharon, Bet Cherut, Kefar Witkin, Eljasziw i Kefar Monash, kibuców Miszmar ha-Szaron i Ha-Ogen, oraz wioski Bat Chen. Członek Ruchu Kibuców (Ha-Tenu’a ha-Kibbucit).

## Historia

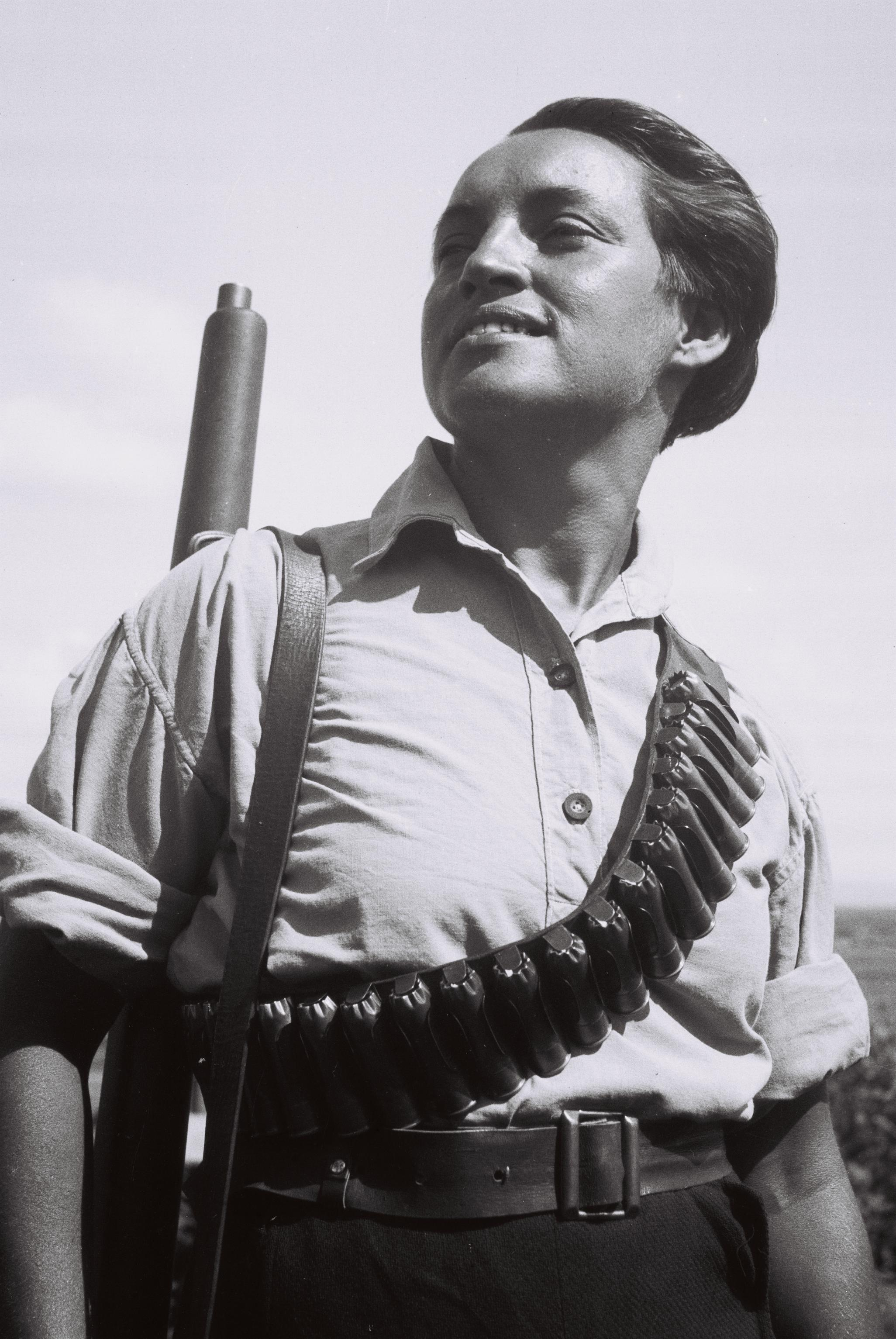
Strażniczka kibucu Mabarot – 1936

Kibuc został założony w 1933 roku przez członków młodzieżowego ruchu syjonistycznego Ha-Szomer Ha-Cair z Rumunii. Przybyli oni do Palestyny w 1924 roku, musieli jednak długo czekać, nim została zakupiona ziemia pod założenie nowej osady rolniczej. Pracowali w tym czasie jako robotnicy. Gdy w 1932 roku Żydowski Fundusz Narodowy zakupił duży obszar ziemi w Dolinie Hefer, grupa dziesięciu pionierów osiedliła się w tym miejscu i rozpoczęła budowę pierwszych domów. W następnych latach osiedlili się w tym miejscu imigranci z Bułgarii, Węgier, Niemiec i Chile.

## Kultura i sport
W kibucu jest ośrodek kultury oraz boisko do piłki nożnej. W 1955 w kibucu mieszkał francuski wiolonczelista i kompozytor Paul Tortelier, który zainspirowany ideą kibuców i w oparciu o własne doświadczenia skomponował tu Symfonię izraelską.

## Gospodarka
Gospodarka kibucu opiera się na intensywnym rolnictwie (głównie uprawa bawełny), sadownictwie, uprawach w szklarniach, hodowli bydła mlecznego i ryb w stawach hodowlanych.
Znajdują się tutaj także zakłady farmaceutyczne Trima oraz zakłady Maabarot Products produkujące wyroby dla weterynarii.

## Komunikacja
Wzdłuż wschodniej granicy kibucu przebiega droga nr 5700 , którą, jadąc na północ, dojeżdża się do drogi ekspresowej nr 4  (Erez-Kefar Rosz ha-Nikra), lub jadąc na południe dojeżdża się do kibucu Miszmar ha-Szaron.